# Paingod and Other Delusions
Paingod and Other Delusions är en novellsamling av den amerikanske författaren Harlan Ellison, ursprungligen utgiven 1965 av Pyramid Books och därefter i ett flertal utgåvor.
Samlingen innehåller en av Ellisons mest kända noveller: ""Repent, Harlequin!" Said the Ticktockman" (på svenska ""Ångra dig, Harlekin!" sade Ticktackmannen"). Novellen vann både Hugo- och Nebulapriset 1966 samt Prometheuspriset 2015. Den har därefter tryckts i flera av författarens följande samlingar, samt i många genreantologier.

## Innehåll
- "Introduction: Spero Meliora: From the Vicinity of Alienation"
- "Paingod"
- ""Repent, Harlequin!" Said the Ticktockman"
- "The Crackpots"
- "Bright Eyes"
- "The Discarded"
- "Wanted in Surgery"
- "Deeper Than the Darkness"